# Graziano Bini
Graziano Bini (ur. 7 stycznia 1955 w San Daniele Po) – włoski piłkarz, obrońca.
Bini rozpoczął karierę w 1971 roku w Interze Mediolan. Przez 14 lat do 1985 roku rozegrał 233 mecze i strzelił 7 goli. Przez siedem lat (1978–1985) był kapitanem Interu.
W 1985 zmienił klub na Genoę CFC, gdzie do 1988 roku rozegrał 28 spotkań i nie strzelił bramki.
Dwukrotnie wystąpił w barwach reprezentacji Włoch do lat 21, a pięciokrotnie do lat 23. Mimo tego nigdy nie wystąpił w głównej reprezentacji.